# جوني جيبسون (منافس ألعاب قوى)
جوني جيبسون (بالإنجليزية: Johnny Gibson)‏ هو منافس ألعاب قوى أمريكي، ولد في 3 يوليو 1905 في غرينتش فيليج في الولايات المتحدة، وتوفي في 29 ديسمبر 2006 في نيوجيرسي في الولايات المتحدة.

## وصلات خارجية
- جوني جيبسون على موقع أوليمبيديا (الإنجليزية)